# Acrossus koreanensis
Acrossus koreanensis är en skalbaggsart som beskrevs av Kim 1986. Acrossus koreanensis ingår i släktet Acrossus och familjen Aphodiidae. Inga underarter finns listade i Catalogue of Life.